# Grotte de Saint-Robert
La grotte de Saint-Robert (en anglais : St. Robert's Cave) est un petit ermitage rupestre situé à Knaresborough, dans le Yorkshire, en Angleterre. 

## Description
L'ermitage, creusé dans une falaise calcaire, est situé au bord de la rivière Nidd (en), à la périphérie de Knaresborough.
Il fut, de la fin du XIIe siècle au début du XIIIe siècle, la demeure de Robert de Knaresborough (en). Sa réputation de saint homme et de faiseur de miracles a attiré de nombreux pèlerins dans cet ermitage.

## Galerie

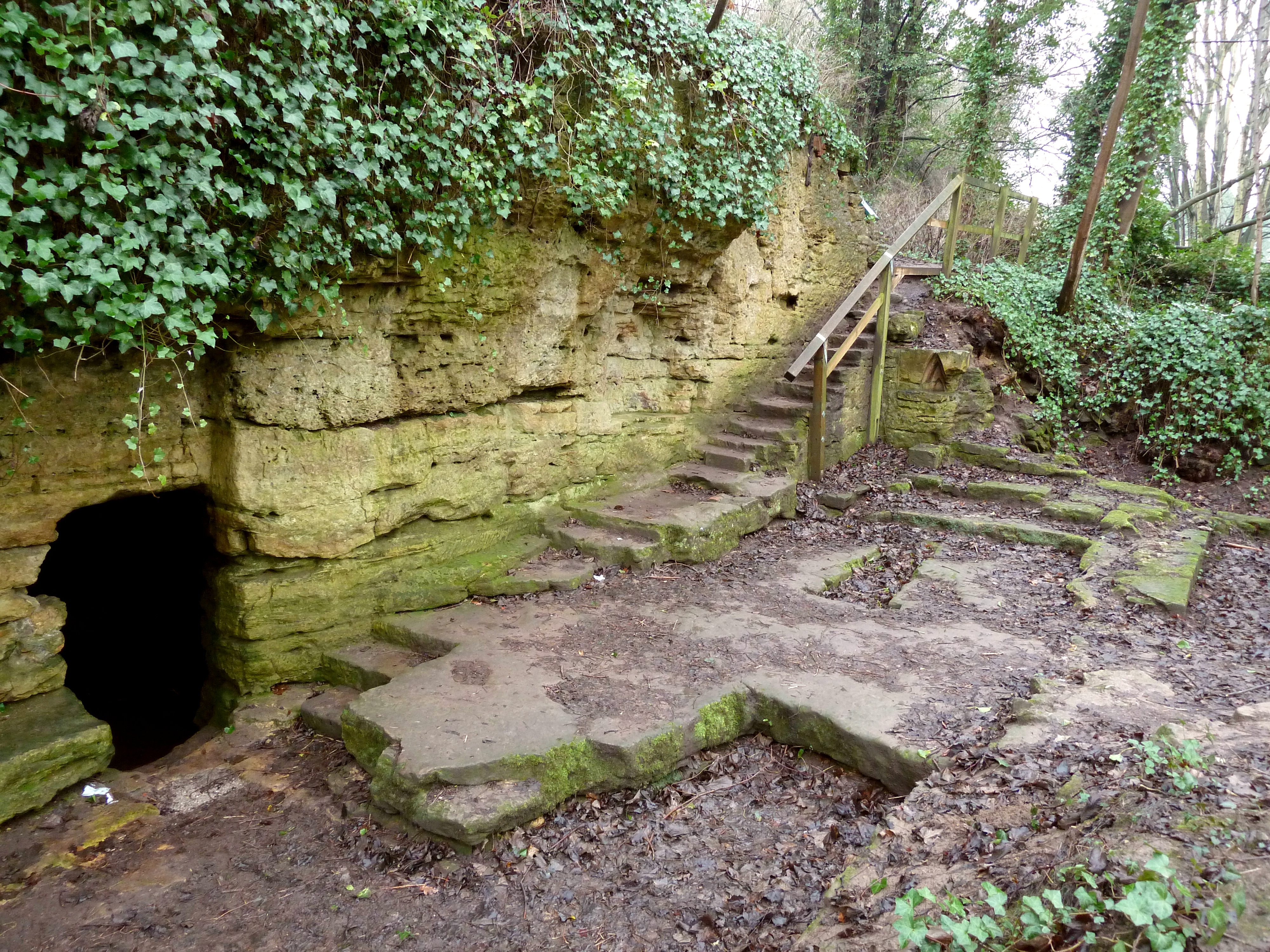
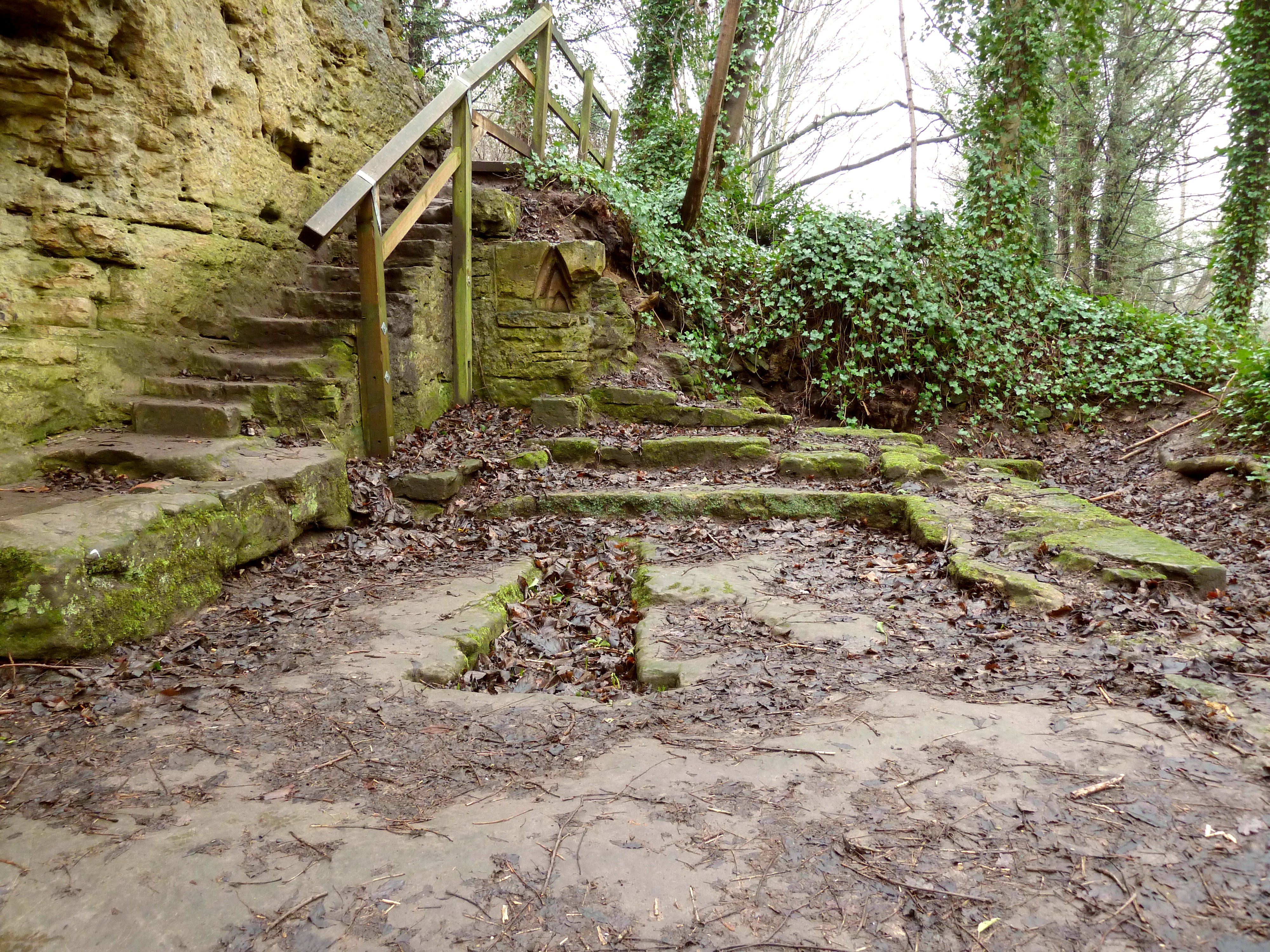
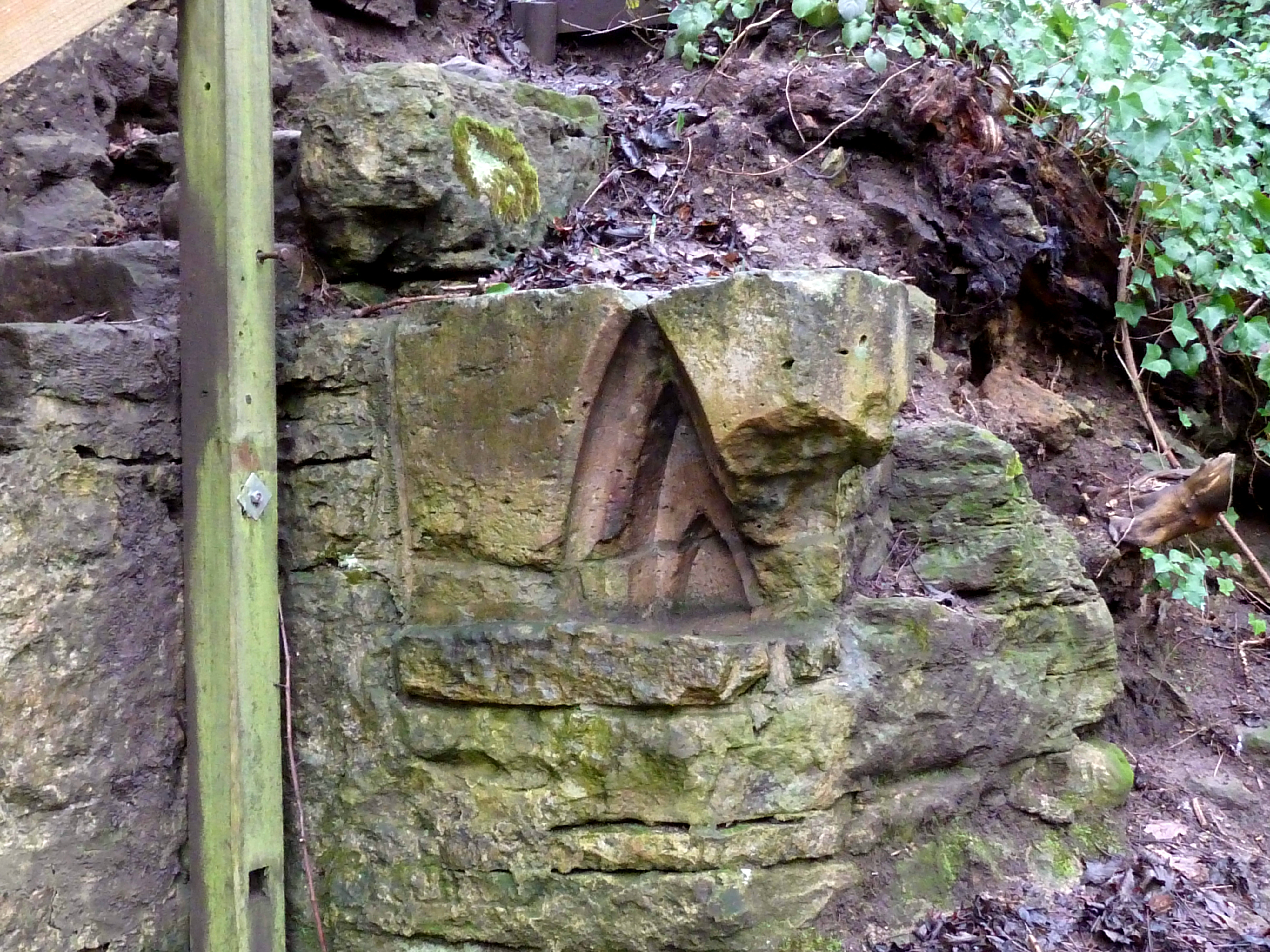
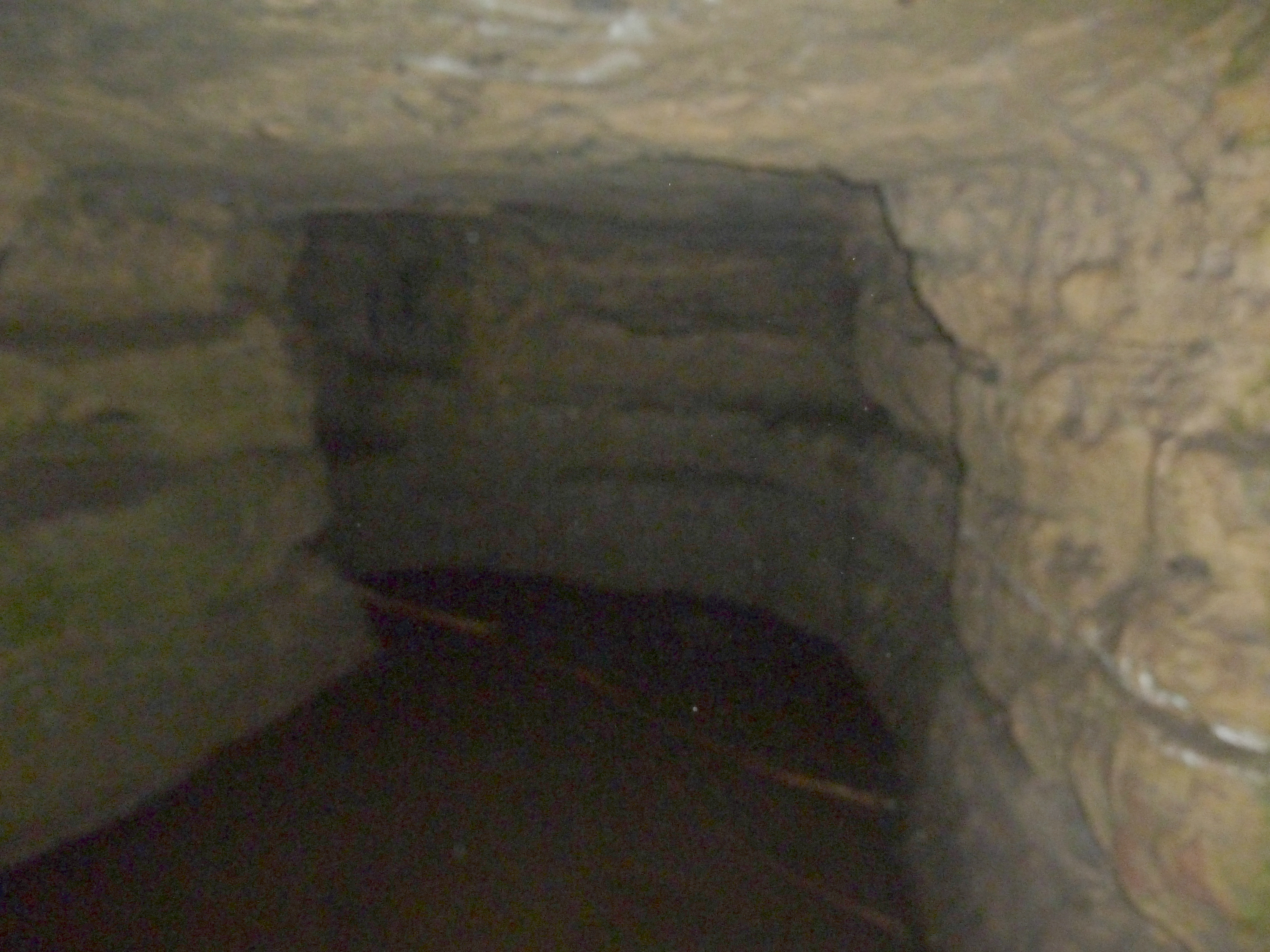